# Filistis
Filistis (en llatí Philistis, en grec antic Φίλιστις) fou una reina de Siracusa coneguda només per les seves monedes, de molt bona factura, que s'han trobat en quantitat i on porta el títol de reina, i per una inscripció en lletres grans al teatre de Siracusa.
L'estil de les monedes recorda l'utilitzat en temps de Hieró II i del seu fill Geló II, per la qual cosa cal suposar que va viure al segle III aC. Hieró va governar del 275 al 215 aC. Probablement Filistis era l'esposa de Hieró, el primer que va portar el títol reial a Siracusa, i les monedes s'assemblen molt a les que es van usar en temps de Nereis, l'esposa de Geló II.